# Col de Jalcreste
Le col de Jalcreste est un col du Massif central, dans le massif des Cévennes, situé dans le département de la Lozère.

## Situation
D'une altitude de 831 m, le col de Jacreste est entièrement localisé sur le territoire des communes lozériennes de Saint-Privat-de-Vallongue et de Saint-André-de-Lancize. Il est situé sur la ligne de partage des eaux entre bassins méditerranéen et atlantique.

## Accès
Le col permet le passage, d'ouest en est, de la vallée de la Mimente à celle du Gardon d'Alès et dès lors la liaison entre Mende, via Florac et Alès. Il est accessible par la RN 106 depuis Florac, ville distante de 21 km, ou d'Alès éloignée de 43 km. Il permet également de rejoindre la commune de Saint-André-de-Lancize par la route départementale RD 984.

## Histoire
En contrebas du col sur la commune de Saint-Privat-de-Vallongue, des gisements de barytine et de galène ont été exploités partiellement en mine et en carrière, la production étant transportée par la ligne de Florac à Sainte-Cécile-d'Andorge de la Compagnie de chemins de fer départementaux qui a fonctionné de 1909 à 1968.

## Randonnée
Le col constitue un point d'accès au sentier pédestre dit du « col des Abeilles », sentier de petite randonnée (PR) qui emprunte la draille du Languedoc utilisée au moins depuis le XIIe siècle par les bergers transhumants.